# Karoline Bjørnson
Karoline Johanne Elisabeth Bjørnson, z domu Reimers (ur. 1 grudnia 1835 w Bergen, zm. 27 czerwca 1934 w Aulestad) – norweska aktorka.
Grała w teatrach w Bergen i Trondheim. Była znana przede wszystkim jako żona pisarza i noblisty, Bjørnstjerne Bjørnsona, z którym wzięła ślub w roku 1858. Często służyła mu pomocą podczas przygotowywania artykułów, zwłaszcza przy tłumaczeniu tekstów na niemiecki. Bjørnson poświęcił jej kilka wierszy. Przyjmuje się, że to ona była pierwowzorem postaci Tory Parsberg w sztuce męża Paweł Lange i Tora Parsberg. Matka Bjørna Bjørnsona, pierwszego dyrektora Teatru Narodowego i reżysera.